# Ein Rezept für die Liebe
Ein Rezept für die Liebe (Originaltitel: Little Italy) ist eine US-amerikanisch-kanadische Liebeskomödie mit Emma Roberts und Hayden Christensen in den Hauptrollen.

## Handlung
Die junge Köchin Nikki Angioli muss wieder zurück in ihre alte Heimat, Little Italy. Dort besitzen ihre Eltern eine prosperierende Pizzeria. Bei ihrem Besuch trifft Nikki Leo, einen Freund aus ihrer Kindheit. Die beiden merken schnell, dass sie noch Gefühle füreinander haben, doch ihre beiden Familien sind zerstritten, womit ihre Liebe gefährdet ist. Nikki und Leo verstecken heimlich ihre Liebe, dabei ahnen die beiden nicht, dass sie nicht die einzigen Familienmitglieder sind, die ein Geheimnis für sich bewahren.

## Produktion

### Stab und Besetzung
Regie führte Donald Petrie, das Drehbuch schrieben Steve Galluccio und Vinay Virmani. Die Filmmusik komponierte Mateo Messina.
Emma Roberts spielt im Film Nikki Angioli, Hayden Christensen ihren Freund Leo Campoli. Gary Basaraba übernahm die Rolle von Vince Campoli, Leos Vater, Alyssa Milano die der Dora. Weitere Castmitglieder sind Adam Ferrara, Linda Kash, Danny Aiello, Andrea Martin und Jane Seymour.

### Dreharbeiten und Veröffentlichung
Die Dreharbeiten fanden im Juni 2017 statt. Als Kameramann fungierte Thom Best.
Ein erster Trailer wurde im Juni 2018 vorgestellt. In die US-Kinos kam der Film am 21. September 2018. Eine deutschsprachige Veröffentlichung auf DVD und Blu-ray erfolgte am 25. März 2019.

## Rezeption
Der Film wurde überwiegend negativ aufgenommen. Bei Metacritic erhielt er einen Metascore von 28/100 basierend auf 4 Kritiken.  Stand Anfang 2025 weist Rotten Tomatoes nach Auswertung von 24 Kritiken eine Positivquote von gerade einmal 13 Prozent aus.